# Rascló rogenc
El rascló rogenc (Aphanapteryx bonasia) era un ocell endèmic de Maurici. Igual que altres ocells propis d'aquesta illa, havia perdut la capacitat de volar. Aquest fet la feia molt vulnerable a la caça per part dels colons europeus, que finalment la van exterminar poc després de 1693, data en la qual va ser descrita per última vegada.
La informació disponible sobre el ràl·lid vermell procedeix d'un gran nombre d'ossos i d'algunes descripcions, pintures i dibuixos que han arribat fins als nostres dies. De grandària una mica superior a la d'una gallina (uns 50 centímetres), el seu plomatge era d'un marró vermellós, amb plomes esponjoses i que assemblaven pèl; la seva cua no era visible i les seves curtes ales s'amagaven entre el seu plomatge. Tenia un bec llarg lleument corbat de color marró, i potes relativament llargues (per a ser un ràl·lid). En el seu conjunt s'assemblava més a un kiwi que a un ràl·lid.

## Extinció

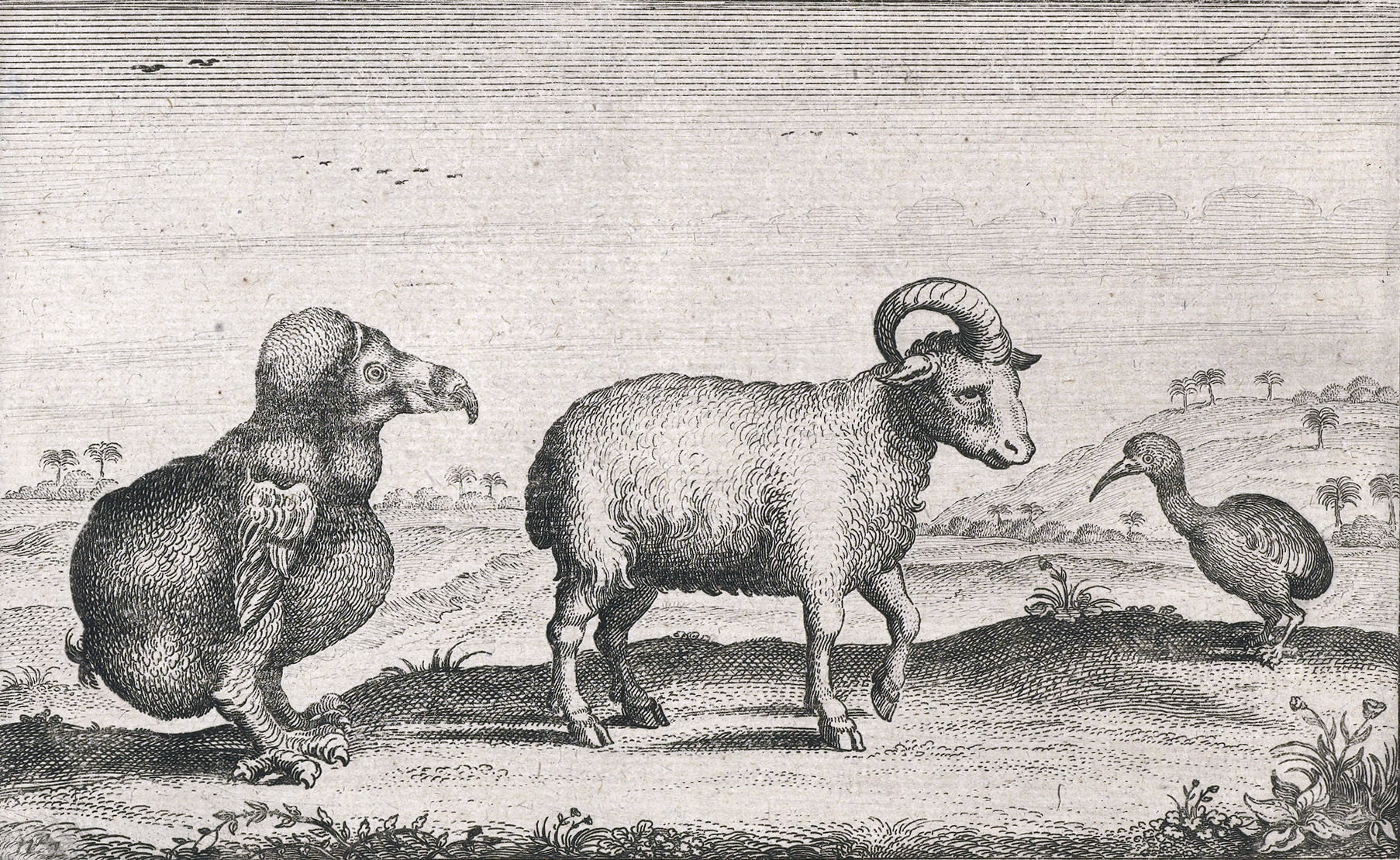
Representació feta per Pieter van den Broecke (1617).

El ràl·lid vermell va ser caçat fins a la seva extinció durant el segle posterior al seu descobriment. Mentre que el dodo no era considerat un plat apetible i, per tant, solament era caçat per curiositat o esport, en canvi el ràl·lid vermell era un ocell de caça popular dels colons holandesos i francesos. Encara que en general intentava fugir en ser perseguida, era molt fàcil atreure-la mostrant-li un drap de color vermell, al qual s'acostaven per a atacar. Un comportament similar es va observar també en el seu parent, el rà·lid de Rodrigues (Aphanapteryx leguati). Llavors era molt fàcil atrapar-les, i a més a més els seus crits atreien més individus a la zona, ja que aquests ocells que s'havien desenvolupat en un ambient sense depredadors, eren curioses i no tenien por dels humans. Com niava sobre el sòl, els porcs menjaven els seus ous i pollets, la qual cosa molt probablement ha contribuït a la seva extinció.
Quan François Leguat, qui en anys previs havia estat en contacte amb el ràl·lid de Rodrigues, va arribar en 1693 a Maurici, va fer notar que el ràl·lid vermell ja era un exemplar escàs; i va ser ell l'última font en esmentar aquest ocell. Pel que se suposa que es va extingir al començament del 1700. La determinació de l'estatus del ràl·lid i la seva desaparició es dificulta pel fet que el nom local del dodo, Todaersen (o dodaersen, "darreres engruixats") va ser transferit al ràl·lid vermell, que també tenia els quarts darrers engruixats.

## Taxonomia
A causa de la confusió indicada prèviament amb el dodo, i discrepàncies en els dibuixos, la llista de sinònims del ràl·lid vermell és bastant àmplia:
| - Apterornis bonasia Selys, 1848 - Didus broeckii Schlegel, 1848 (segons dibuix de van den Broecke) - Didus herberti Schlegel, 1854 (segons dibuix de Herbert) - Aphanapteryx imperialis Frauenfeld, 1868 (segons pintura de Hoefnagel) | - Pezophaps broeckii Schlegel, 1873 - Didus herbertii Salvadori, 1893 - Kuina mundyi Hachisuka, 1937 (segons dibuix de Mundy) |